# Dichiarazione di Alba Iulia

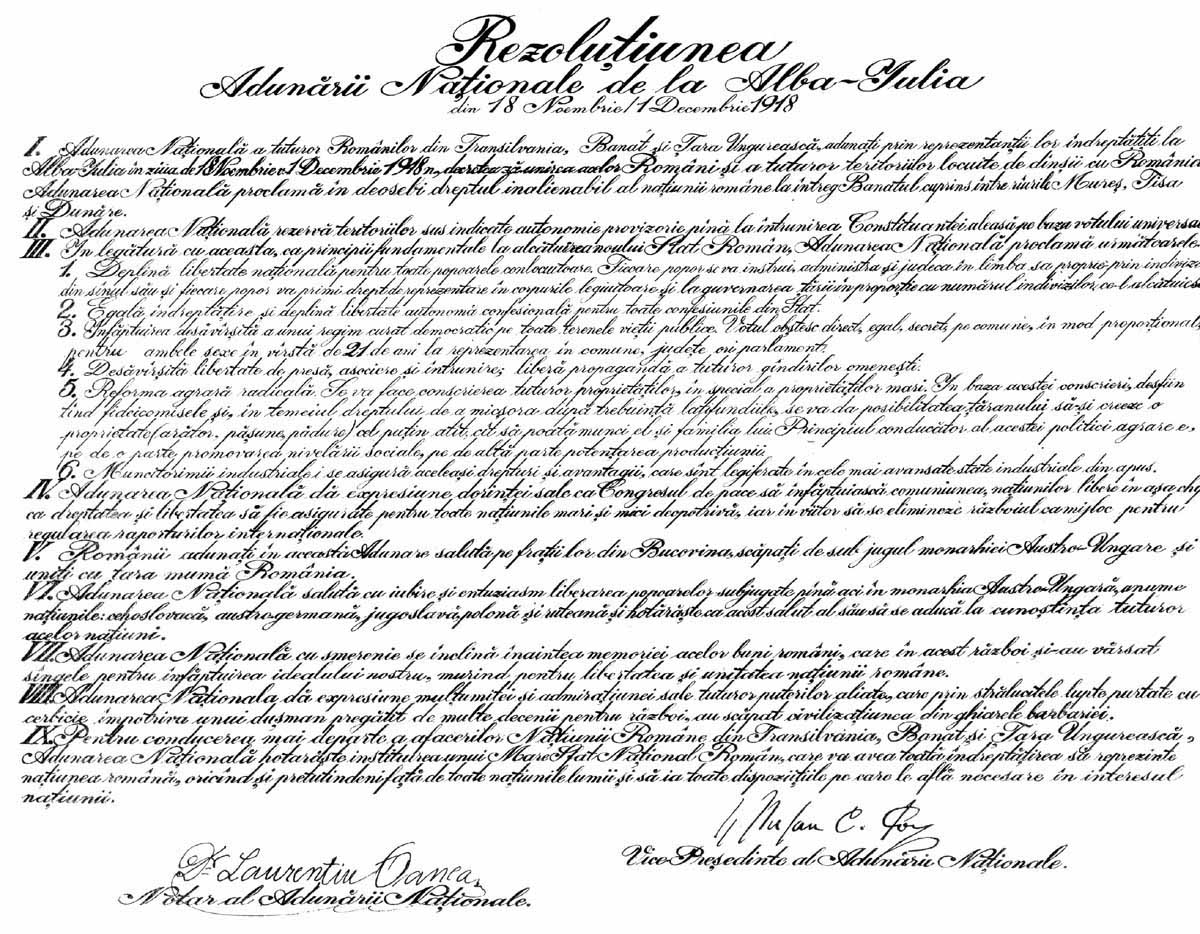
Testo della dichiarazione

La Dichiarazione di Alba Iulia è il documento che sancì l'unione di Transilvania, Banato, Crișana e Maramureș alla Romania.

## Origine e redazione
La Valacchia e la Moldavia avevano tentato di unirsi già con la rivoluzione del 1848, fallita sulla spinta dell'Impero russo e di quello Ottomano, e successivamente avevano proclamato la propria unione durante la guerra di Crimea. Nonostante il Congresso di Parigi, al termine del conflitto, avesse consentito lo svolgimento di una consultazione popolare per sancire l'unione (referendum che aveva ovviamente fatto registrare risultati largamente favorevoli), l'opposizione di alcune potenze europee, in particolare Turchia, Austria e Gran Bretagna, aveva portato al mancato riconoscimento internazionale del nuovo stato unitario, mantenendo i due principati separati e sotto l'autorità ottomana. Tuttavia nel 1859 il popolo dei due paesi elesse come proprio sovrano Alexandru Ioan Cuza e gli ottomani dovettero cedere ed accettare questa decisione nel 1862. L'unione dei due principati nel Regno di Romania venne ufficialmente proclamata il 4 gennaio 1862 e la capitale del nuovo stato unitario venne stabilita a Bucarest.
L'unificazione dei due principati non era però sufficiente per i patrioti romeni; un'altra parte della Romania era infatti ancora sotto il dominio dell'Impero austro-ungarico: Transilvania, Banato, Crișana e Maramureș. Un gruppo di patrioti valacchi, tra il 1914 ed il 1916, caldeggiava l'intervento dei principati uniti nella prima guerra mondiale, con lo scopo di contribuire alla liberazione delle parti della Romania ancora in mano agli austriaci: la posizione non era però condivisa dal governo e gli interventisti, in lunghe riunioni svoltesi prevalentemente in una sala dell'albergo Hanul lui Manuc, stabilirono di mobilitarsi per fare pressione sul governo stesso per un intervento diretto nel conflitto, che successivamente avvenne.
A seguito dell'esito favorevole della guerra il 18 novembre 1918 i rappresentanti dei principati e dei territori sottratti agli austriaci si riunirono ad Alba Iulia: in due settimane di discussioni venne redatta la dichiarazione, emessa il 1º dicembre e letta pubblicamente per la prima volta dal vescovo Iuliu Hossu, con la quale si sanciva l'unione di Transilvania, Banato, Crișana e Maramureș al Regno di Romania.
Tuttora il 1º dicembre è la Festa nazionale della Romania (Ziua Marii Unirii, ovvero Giornata della Grande Unione).